# هورناتشوس
بلدية هورناتشوس (بالإسبانية: Hornachos)‏, هي إحدى بلديات مقاطعة بطليوس, التي تقع في منطقة إكستريمادورا, والتي تقع في غرب إسبانيا. يبلغ عدد سكانها 3.867 نسمة وفقاً لإحصائية سنة (2009).
و تعرف هذه المدينة في التاريخ الإسلامي كونها آوت جالية مسلمة مهمة بعد سقوط الأندلس حافظت على هويتها العربية الإسلامية رغم عمليات الاضطهاد التي نهجتها الكنيسة والسلطات الأسبانية. 
و في 1609 انتقل مسلمو هذه المدينة إلى مدينة سلا في المغرب حيث اشتهروا بتأسيس جمهورية أبي رقراق القائمة على الجهاد البحري.
و معظم البيوتات الرباطية الأندلسية الأصل من عقب هؤلاء المسلمين مثل مُلين (العائلة الأموية الأصل) وبالأمينو وبيرو وفينجيرو وبركاش (Vargas أصلهم من نبلاء إسبانيا) وبالافريج وبن عمرو (العائلة الأنصارية الأصل) وغيرهم.